# Yahel Sherman
Yahel Sherman (em hebraico:  יהל שרמן, Ma'alot-Tarshiha, 12 de maio de 1976) é um produtor, e DJ de trance psicodélico israelense.
Iniciou sua carreira de DJ aos 14 anos, lançando sua primeira track em 1999. Mais tarde, produziu os hits "Waves Of Sound", "For The People", "Voyage", "Avalanche", "Intelligent Life", "Atmosphere", "Soul, e "Electro Panic" (em colaboração com Infected Mushroom), e teve suas faixas remixadas por nomes como Tiësto, Armin Van Buuren, e Paul Oakenfold. É conhecido por seus sons melódicos e cheios de energia.
No ranking compilado pela DJmag em 2008, obteve a posição 56 entre os 100 DJs mais importantes em destaque.

## Discografia
Produziu seis álbuns de estúdio, três compilações e dezenas de vinis, além de ter licenciado suas músicas a uma variedade de jogos eletrônicos das desenvolvedoras Konami, e Namco.

### Álbuns
- 2000 – For The People (Shiva Space Technology)
- 2000 – Waves of Sound (álbum) (HOMmega Productions)
- 2001 – Sound & Melody EP (álbum) (HOMmega Productions)
- 2001 – Mixing in Action (álbum) (Phonokol)
- 2002 – Private Collection (HOMmega Productions)
- 2003 – Hallucinate (Phonokol)
- 2005 – Around the World (Phonokol)
- 2005 – Super Set (álbum) (Phonokol)
- 2007 – Super Set II (álbum) (Phonokol / com licença para Aardvark Records)
- 2008 - Xport (álbum)

### Singles
- "Run Away"
- 1999 – "Skywalker" (com DJ Miss T)
- 2000 – "Voyage" ("Viagra") (com Eyal Barkan)
- 2000 – "Open Your Mind"
- 2001 – "Devotion"
- 2002 – "Electro Panic" (com Infected Mushroom)
- 2002 – "For the People" (com Infected Mushroom)
- 2002 – "Sugar One"
- 2002 – "Avalanche"
- 2005 – "Liquid Love"
- 2007 – "Ocean"